# Vilém Holáň
Vilém Holáň (ur. 23 września 1938 w Ostrawie, zm. 5 marca 2021) – czeski polityk, deputowany do Izby Poselskiej, poseł do Parlamentu Europejskiego V kadencji (2004), w latach 1994–1996 minister obrony.

## Życiorys
Po maturze podjął studia z zakresu matematyki na Uniwersytecie Masaryka w Brnie. Został z nich usunięty po trzecim roku z powodów politycznych. Zatrudniony jako robotnik i następnie technik w przedsiębiorstwie budowlanym VOKD. Studia ostatecznie ukończył w 1968. Od 1971 pracował przy systemach informacyjnych w służbie zdrowia. Na początku lat 90. był ekspertem Światowej Organizacji Zdrowia.
W 1990 dołączył do Unii Chrześcijańskiej i Demokratycznej – Czechosłowackiej Partii Ludowej. Był m.in. członkiem władz krajowych, a w latach 1995–1999 wiceprzewodniczącym KDU-ČSL. Od 1990 do 1994 zasiadał w radzie miejskiej Ostrawy, w latach 1993–1994 pracował w resorcie spraw zagranicznych jako dyrektor departamentów. W latach 1994–1996 sprawował urząd ministra obrony w pierwszym rządzie Václava Klausa.
Od 1996 do 2006 wchodził w skład Izby Poselskiej. Od 2003 pełnił funkcję obserwatora w Parlamencie Europejskim, od maja do lipca 2004 sprawował mandat eurodeputowanego V kadencji w ramach delegacji krajowej.